# Raccordo anulare di Bucarest
L'autostrada A0, o Raccordo anulare di Bucarest (in romeno Autostrada Centura București), è una tangenziale autostradale in costruzione intorno alla città di Bucarest, la capitale della Romania. Il 29 novembre 2023 ne è stato aperto un primo tratto di circa 10 km tra la DN1 e l'autostrada A3, parte del Lotto 2 della Sezione Nord ed il 30 dicembre dello stesso anno sono stati aperti al traffico un ulteriore tratto di 10km tra la DN5 e la DN6. Sarà l'anello esterno dell'attuale tangenziale di Bucarest. Avrà una distanza totale di 100,87 km e costituirà un collegamento autostradale tra le tre autostrade (A1, A2 e A3) che servono la città. Insieme all'A1 e la A2, farà parte del Corridoio paneuropeo IV. Nel 2023 tutti i contratti di costruzione, per tutti i segmenti, risultavano aggiudicati.

## Storia

### Sezione sud
L'autostrada dell'anello sud (51,3 km) è stata appaltata come contratto di concessione nel dicembre 2012, che avrebbe dovuto essere aggiudicato nel novembre 2013. Tuttavia, nel luglio 2017 è stata annunciata una nuova gara, che sarà completata tra la fine del 2017 e la prima metà del 2018, con un costo stimato di 580 milioni di euro.
Nel luglio 2017 è stata indetta la gara per un tratto di 17,5 km (15,5 km del tratto Sud e 2,5 km del tratto Nord), denominato lotto 3, tra l'autostrada A1 e la strada DN6, aggiudicata nell'aprile 2018 all'impresa congiunta -venture Spedition UMB–Tehnostrade–Artera Proiect, con un anno concesso per la progettazione dell'autostrada e due anni e mezzo per i lavori di costruzione. Tuttavia, la gara è stata contestata e aggiudicata a un nuovo costruttore, la società greca Aktor, nell'ottobre 2018.
Nella stessa data è stata appaltata anche la restante parte del tratto Sud, e entrambe le gare sono state aggiudicate alla società turca Alsim Alarko: l'appalto per il tratto di 16,3 km tra la strada DN6 e la linea CFR 902 (vicino a Jilava), denominato lotto 2, è stato firmato nel marzo 2019 e la sua conclusione è prevista nel 2022, mentre la gara per il tratto di 16,9 km tra la Linea 902 del CFR e l'autostrada A2, denominato lotto 1, era in procedura di contestazione fino al Luglio 2019, con la firma del contratto un mese dopo.

### Sezione nord
Inizialmente, nel giugno 2019, 45 km della metà settentrionale sono stati messi all'asta in tre segmenti, con un quarto lotto incluso successivamente, per un totale di 49,57 km. In data 20 settembre 2023 è stato firmato il contratto per la progettazione ed esecuzione dell'ultimo stralcio con l'Impresa Pizzarotti & C. – Retter Projectmanagement.
Cronologia delle aperture
Tutti i segmenti dell'Anello Sud sono in costruzione con l'apertura dei primi segmenti prevista per il 2024.
Tutti e 4 i segmenti dell'Anello Nord sono stati firmati, e si prevede che l'intera sezione Nord sarà completata entro il 2026.

## Tabella percorso
| A0 Raccordo anulare di Bucarest |                                                    |       |       |           |                |
| Tipo                            | Indicazione                                        | ↓km↓  | ↑km↑  | Distretto | Stato          |
|                                 | Autostrada A1 per Pitești                          | 0,0   | 100,9 | Ilfov     | in costruzione |
|                                 | Strada DN7                                         | ..    | ..    | Ilfov     | in costruzione |
|                                 | Strada DN1A                                        | ..    | ..    | Ilfov     | in costruzione |
|                                 | Otopeni, Aeroport, București Băneasa Strada DN1    | ..    | ..    | Ilfov     | in esercizio   |
|                                 | Area di sosta                                      | ..    | ..    | Ilfov     | in esercizio   |
|                                 | Autostrada A3 per Ploiești                         | ..    | ..    | Ilfov     | in esercizio   |
|                                 | Area di sosta                                      | ..    | ..    | Ilfov     | in costruzione |
|                                 | Strada DN2                                         | ..    | ..    | Ilfov     | in costruzione |
|                                 | Area di sosta                                      | ..    | ..    | Ilfov     | in costruzione |
|                                 | Autostrada A2 per Costanza                         | ..    | ..    | Ilfov     | in esercizio   |
|                                 | Area di sosta                                      | ..    | ..    | Ilfov     | in esercizio   |
|                                 | București Berceni, Oltenița Strada DN4             | ..    | ..    | Ilfov     | in esercizio   |
|                                 | Area di sosta                                      | ..    | ..    | Ilfov     | in esercizio   |
|                                 | Jilava, București Giurgiului, Giurgiu Strada DN5   | ..    | ..    | Ilfov     | in esercizio   |
|                                 | Area di sosta                                      | ..    | ..    | Ilfov     | in esercizio   |
|                                 | Autostrada A6 per Alexandria ( in progetto )       | ..    | ..    | Ilfov     | in esercizio   |
|                                 | Bragadiru, București Rahova, Alexandria Strada DN6 | ..    | ..    | Ilfov     | in esercizio   |
|                                 | Area di sosta                                      | ..    | ..    | Ilfov     | in esercizio   |
|                                 | Autostrada A1 per Pitești                          | 100,9 | 0,0   | Ilfov     | in esercizio   |